# Опидум
Опидум (на латински: oppidum; мн. ч.: oppida) е временен град – крепост или обградено с ров и земен вал селище, подобно на град от Латенската култура (късната Желязна епоха). Считат се за първите средища от градски тип в Древна Европа.
Опидумите са примитивни градове, разположени покрай важни търговски пътища или близо до находища на полезни изкопаеми, като желязна руда, златоносен пясък, графит, сол и т.н. Това са икономически центрове, в които са съсредоточени различни производства на художествените занаяти, търговски центрове, вероятно тук е и седалището на гарнизоните, религиозните и административните институции на околността. Конфигурацията и планировката на опидума зависят от ландшафта, в който е разположен. В древността това определение най-често се прилага към укрепените келтски градове. Първите келтски опидуми започват да се издигат през 5 – 6 в. пр.н.е. Отличават се от по-старите селища по това, че предлагат възможност за по-сигурна защита на населението при вражеска заплаха и бързо се превръщат в центрове на търговията и занаятчийството. Опидумите са разпространени из цяла Западна и Средна Европа. На територията на едно племе има по няколко опида.
Понятието се използва за първи път в труда De Bello Gallico на Гай Юлий Цезар. Той съдържа точни данни за броя на градовете „опида“, намиращи се в земите на хелветите – на територия от 60 хил. кв. км има 12 града и 400 села. Едно от тези опида винаги е било седалище на племенния вожд. Хойнебург (дн. Германия) и Антремон (дн. Франция), възникнали през 6 в. пр.н.е., се състоят от кралска резиденция, заобиколена от отделни укрепени квартали, светилище и улици, на които са разположени занаятчийски работилници и търговски средища, като всичко е устроено зад укрепени градски стени.
Опида в своята планировка и конструкция представляват смесица от техническите традиции на келтската култура и влиянието на средиземноморския свят. Те са разположени върху големи плата или възвишения, често естествено защитени. Укрепената площ е твърде голяма. Най-големият познат опидум се намира недалеч от селото Хайденграбен в Югозападна Германия и има площ 1500 хектара. Със значителна площ са и опида при село Манхинг в Бавария (380 ха), Завист при село Збрацлав, недалеч от Прага (175 ха) и др. Средно площта на опида е от 90 до 150 ха. Срещат се също и опида с по-малка площ, като например Старе Храдиско при с. Мале Храдиско в Моравия (37 ха).

Всички опида имат специфична укрепителна система: галийска стена, murus gallicus, откривана нееднократно по време на археологически разкопки и описана от Цезар така: 
| „ | Подреждат се на земята прави дървени стълбове на разстояние две стъпки един от друг. Тези стълбове се връзват от вътрешната страна и се покриват с дебел пласт земя. Разстоянието между стълбовете се запълва отпред с големи камъни. След подреждането на този пласт отгоре се строи следващия пласт по принципа на предишния. Това се повтаря, докато се постигне исканата височина на стената | “ |

Цезар харесал тази конструкция, оценявайки както функционалността ѝ, така и нейния естетичен вид – главно портите със застъпващите се крила и укрепени кули.

## По-известни опидуми
- Ансерюн
- Антремон (населяван от салувиите)
- Бибракта (столица на едуите)
- Глауберг
- Манхинг (Столица на винделиките)
- Нуманция (столица на ареваките)
- Тителберг
- Хойнебург